# Velika Marišta
Velika Marišta (cyr. Велика Маришта) – wieś w Serbii, w okręgu kolubarskim, w gminie Mionica. W 2011 roku liczyła 186 mieszkańców.